# Затвор (фотография)
Затвор е фотографско устройство, което управлява времето, за което светлината ще освети фоточувствителния материал (фото сензор, фотографски филм).
Затворите се различават по принцип на работа и по монтаж. Във фотоапаратите, затворът може да бъде монтиран между системата от лещи и фоточувствителния материал или интегриран в системата от лещи. Повечето съвременни цифрови огледално-рефлексни фотоапарати.
Затварянето и отварянето на затвора може да се осъществява на електронен или изцяло механичен принцип водейки до наименованията електронен затвор и механичен затвор.
Листовият затвор се състои от един или повече листа захванати в единия си край, закриващи отвора на блендата, които биват отмествани встрани, за да пропуснат светлина и обратно за да спрат притока на светлина.